# مصفوفة تبديلية

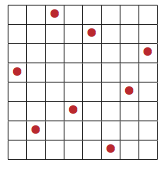
مصفوفة تبديلية بالعناصر (3،5،8،1،7،4،2،6)-من اليسار إلى اليمين-، حيث النقاط الحمراء تشير إلى القيمة 1.

في الرياضيات وبالتحديد في علم المصفوفات، المصفوفة التبديلية (بالإنجليزية: Permutation matrix)‏ هي مصفوفة نظامية، والتي تحتوي في كل صف وعمود على عنصر واحد فقط بقيمة 1 وباقي العناصر في ذلك الصف أو العمود هي أصفار. المصفوفة التبديلية P تقوم بتبديل عناصر مصفوفة A كالآتي: بالضرب من اليسار (المصفوفة التبديلية تكون على يسار المصفوفة المراد تبديلها PA) يتم تبديل الصفوف للمصفوفة A وبالضرب من اليمين (AP)، يتم تبديل الأعمدة وفقا للمصفوفة التبديلية. عند ضرب مصفوفة تبديلية بمتجه فضائي فيتم تبديل عناصر ذلك المتجه وفقا لعناصر المصفوفة التبديلية. للمصفوفات التبديلية تطبيقات في الجبر الخطي والتركيبات وعلم التشفير.

## أمثلة
- مصفوفة الوحدة: لا تبديل عبرها حيث أن كل العناصر ذات القيمة 1 موجودة على القطر.

{\displaystyle {\begin{pmatrix}1&0&0\\0&1&0\\0&0&1\\\end{pmatrix}}}
- نقل عناصر الصف أو العمود الأول إلى الثالث والثاني إلى الأول والثالث إلى الثاني.

{\displaystyle {\begin{pmatrix}0&0&1\\1&0&0\\0&1&0\\\end{pmatrix}}}
- نقل عناصر الصف أو العمود الأول إلى الثالث والثاني إلى الأول والثالث إلى الثاني.

{\displaystyle {\begin{pmatrix}0&1&0\\0&0&1\\1&0&0\\\end{pmatrix}}}
كما ذٌكر سابقا، فإن الذي يحدد تبديل الصفوف أو الأعمدة للمصفوفة هو جهة ضرب مصفوفة التبديل بتلك المُراد تبديلها.